# Felix Ogbuke
Félix Ogbuke (Enugu, Nigeria, 18 de setiembre de 1985) es un futbolista nigeriano que juega como delantero en el QNK Quảng Nam F.C. de la V.League 1 vietnamita.

## Carrera

### Club
A inicios del 2011 se convirtió en jugador del Legia de Varsovia.

### Internacional
Ha jugado por la Selección Sub-23 de Nigeria en la Clasificación a los Juegos Olímpicos del 2004.

## Trayectoria
| Club                   | País                   | Año       |
| ---------------------- | ---------------------- | --------- |
| Enugu Rangers          | Nigeria                | 2002-2003 |
| Al Wasl FC             | Emiratos Árabes Unidos | 2003-2004 |
| FC Ashdod              | Israel                 | 2004-2005 |
| Hapoel Tel Aviv        | Israel                 | 2005-2006 |
| Maccabi Petah-Tikvah   | Israel                 | 2007-2008 |
| Hakoah Ramat Gan       | Israel                 | 2009-2010 |
| Apollon Limassol       | Chipre                 | 2010      |
| Legia de Varsovia      | Polonia                | 2011      |
| Hoàng Anh Gia Lai F.C. | Vietnam                | 2014      |
| Dhofar Club            | Omán                   | 2015      |
| QNK Quảng Nam F.C.     | Vietnam                | 2016-     |